# Космонавт Юрий Гагарин (судно)
«Космона́вт Ю́рий Гага́рин» — советское научно-исследовательское судно, входившее в состав командно-измерительного комплекса СССР и предназначенное для управления полётом космических аппаратов, в том числе для выдачи исполнительных команд, выполнения траекторных и телеметрических измерений и поддержания голосовой связи Центра управления полётами с экипажами космических кораблей и станций. На борту судна находилась Оперативная группа Центра управления полётами и, в случае необходимости, технические возможности судна позволяли взять на себя функции Центра управления полётами космических аппаратов на море (плавучий ЦУП). Крупнейшее и мощнейшее судно в своём классе. Названо в честь Юрия Алексеевича Гагарина постановлением Совета министров СССР № 112-41 от 10 февраля 1969 года.

## История
Построено в 1971 году в Ленинграде по проекту 1909 на базе серийного танкера проекта 1552 «София». Корпус танкера с бульбообразной носовой оконечностью, ледовым подкреплением и усиленной жёсткостью конструкции был выбран для снижения деформации судна на волнении, что облегчало работу системы стабилизации радиоантенн. Главный конструктор — Д. Г. Соколов.
Основные характеристики судна: наибольшая длина — 231,6 м, наибольшая ширина — 31,0 м, высота борта у миделя — 15,4 м. Водоизмещение с полными запасами составляло 45 000 т при осадке 8,5 м. Паротурбинная энергетическая установка мощностью 19 000 л. с. обеспечивала максимальную скорость хода 18 узлов. Дальность непрерывного плавания — 20 000 миль. Судовые запасы были рассчитаны на 130 суток автономной работы (топливо и провизия) и 60 суток по запасам пресной воды. Две опреснительные установки производительностью 40 т в сутки могли пополнять запасы воды. Экипаж состоял из 136 человек, научная экспедиция — из 212 человек. Мореходные качества судна не ограничивали район плавания.

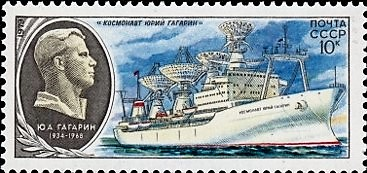
Судно на почтовой марке СССР 1979 года

Судно было приписано к порту Одесса и входило в состав флота космической службы. С 1971 по 1991 год «Космонавт Юрий Гагарин» выполнил 20 экспедиционных рейсов в Атлантический океан, работая в районах вблизи острова Сейбл, к юго-востоку от Новой Шотландии и южнее Ньюфаундленда. В его задачи входило управление полётами искусственных спутников Земли, пилотируемых космических аппаратов и автоматических межпланетных станций.
После распада СССР судно перешло в ведение Министерства обороны Украины и было передано на баланс Черноморского морского пароходства. В 1993 году под флагом Украины «Космонавт Юрий Гагарин» вместе с однотипным НИС «Академик Сергей Королёв» совершил рейс на Кубу и Тенерифе. После этого по назначению не использовалось, базировалось в порту Южный под Одессой, где со временем пришло в неудовлетворительное техническое состояние.

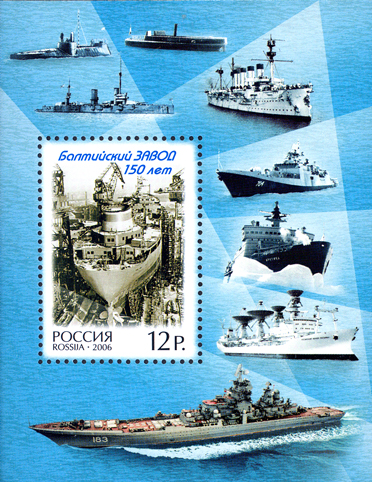
НИС «Космонавт Юрий Гагарин» (справа внизу) на почтовом блоке России 2006 года, посвящённом Балтийскому заводу

В 1996 году судно было продано на металлолом австрийской фирме «Зюйд Меркур» по цене 170 долларов за тонну. Для последнего рейса на утилизацию в индийский порт Аланг судно было переименовано в AGAR. 24 июня 1996 года оно вышло из порта Ильичёвск. Согласно записи в судовом журнале, 1 августа 1996 года в 17:15 «Космонавт Юрий Гагарин» был посажен на мель у побережья Аланга для последующей разделки на металл.

## Капитаны
- 1971—1973 — Сидоров Борис Константинович
- 1973—1975 — Кравцов Лев Филиппович
- 1975—1977 — Шевченко Алексей Ильич
- 1977—1980 — Безпалов Виктор Владимирович
- 1980—1986 — Григорьев Георгий Федорович
- 1986—1986 — Бурага Геннадий Петрович
- 1986—1988 — Григорьев Георгий Федорович
- 1988—1988 — Апанасенко Георгий Иванович
- 1988—1991 — Григорьев Георгий Федорович
- 1991—1996 — Малярчук Владимир Ефимович